# 괴테 메달

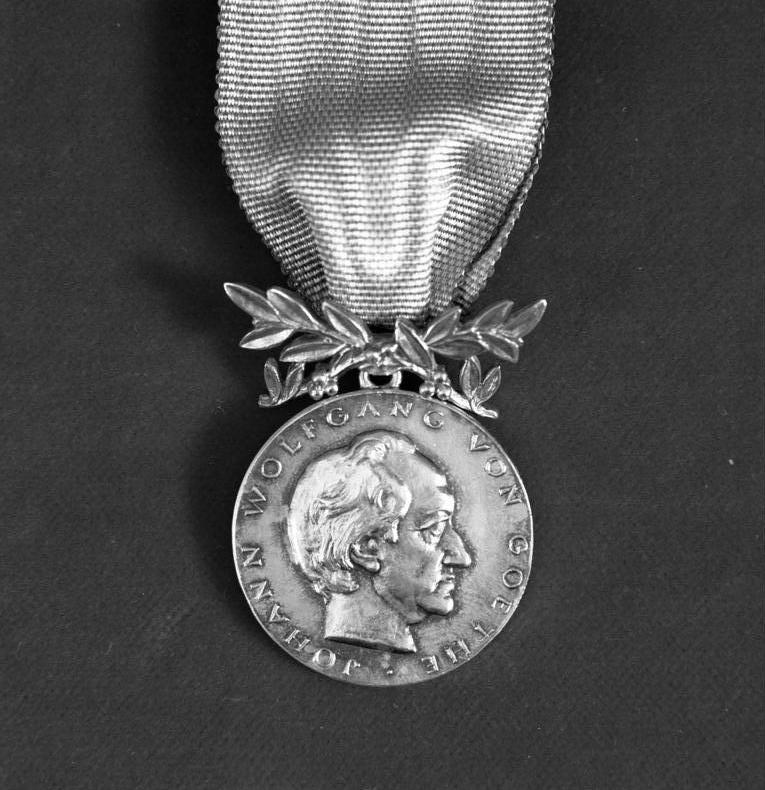

괴테 메달(독일어: Goethe-Medaille)은 1955년부터 매년 독일 문화원(괴테 인스티투트)이 비독일국민에게 주는 상이다. 이 상은 괴테가 죽은 날짜인 3월 22일에 받는다.

## 괴테 메달을 받은 한국인
- 윤이상(1995년)
- 백남준(1998년)
- 김민기(2007년)
- 전영애(2011년)